# Laúr
Laúr es un municipio filipino de tercera categoría, situado en la parte central de la isla de Luzón. Forma parte del Tercer Distrito Electoral de la provincia de Nueva Écija situada en la Región Administrativa de Luzón Central, también denominada Región III.

## Barangayes
El municipio  de Laúr se divide, a los efectos administrativos, en 17 barangayes o barrios, conforme a la siguiente relación:
| - Barangay I (Población) - Barangay II (Población) - Barangay III (Población) - Barangay IV (Población) | - Betania - Canantong - Nauzon - Pangarulong - Pinagbayanan | - Sagana - San Fernando - San Isidro - San José | - San Juan - San Vicente - Siclong - San Felipe |  |

## Historia
En el año de 1950 se separaron los barrios de Bitulok, Bantug, Bitulok Saw Mill, Cuyapa, Macasandal, Pantok, Calumpang, Malinao, Tagumpay, Bugnan, Bagong Sicat, Ligaya, Calabasa, Batería y Pintong Bagting  para constituir el nuevo municipio de Bitulok.

## Fort Magsaysay
El 10 de diciembre de 1955, el presidente Ramón Magsaysay, creó la base militar de su nombre ( Fort Magsaysay Military Reservation (FMMR)) que  contaba con una extensión superfciieal de 73.000 hectáreas.